# Internationaal filmfestival van Mar del Plata
Het Festival Internacional de Cine de Mar del Plata (Spaans voor Internationaal filmfestival van Mar del Plata) is een internationaal filmfestival dat elk jaar gedurende de maand maart wordt gehouden in Mar del Plata, Argentinië. Het is een 'Categorie A'-festvial, erkend door de FIAPF. 

## Geschiedenis
Het festival werd opgericht in 1954. Aanvankelijk was het slechts bedoeld als een tentoonstelling van een geselecteerd aantal films en niet als een competitief festival. Bij oprichting droeg het festival nog de naam Festival Cinematográfico Internacional (Internationaal Cinematografisch Festival). 
Gedurende de begindagen concurreerden enkele beroemde internationale gasten om het evenement, zoals Gina Lollobrigida en Errol Flynn.
Het festival bleef in deze vorm bestaan tot 1959. Toen nam de Asociación de Cronistas Cinematográficos de la Argentina het festival over en kreeg het festival zijn erkenning van de FIAPF.
In 1964 verhuisde het festival tijdelijk naar Buenos Aires en werd hernoemd tot Festival Cinematográfico Internacional de la República Argentina (Internationaal Cinematografisch Festival van de Argentijnse Republiek). In 1966 vond een staatsgreep plaats in Argentinië. In de jaren 1968 en 1970 nam het Instituto de Cine de leiding over het festival. 
In de periode 1967 – 1969 werd het festival niet gevierd vanwege andere festivals in Rio de Janeiro, Brazilië.
Gedurende de jaren 60 bezochten enkele bekende gasten het festival, zoals Paul Newman, Alberto Sordi, Pier Paolo Pasolini, Vittorio Gassman, Toshiro Mifune, François Truffaut, Karel Reisz, Catherine Deneuve, Juan Antonio Bardem, Anthony Perkins, Jean-Paul Belmondo, Maria Callas, Cantinflas, Andrzej Wajda, Jacques Tati, Lee Strasberg en George Hamilton.
Na de jaren zeventig werd het festival stopgezet. Al snel werden er pogingen ondernomen het festival nieuw leven in te blazen, maar zonder succes. Pas in 1996 werd het festival weer gevierd. Sindsdien heeft het festival een paar grote veranderingen ondergaan. In 2001 werd de datum van het festival terugveranderd naar maart, de periode waarin het festival oorspronkelijk ook werd gevierd. Tevens kreeg het festival in 2001 de “Categorie A”-status.

## Prijzen
Oorspronkelijk werden de prijzen uitgereikt op het festival Ombú genoemd. In 2004 werd deze naam veranderd naar Ástor, als eerbetoon aan Ástor Piazzolla.
Prijzen worden gegeven in de volgende categorieën:
- Gouden Ástor voor beste film
- Zilveren Ástor voor beste regisseur
- Zilveren Ástor voor beste acteur
- Zilveren Ástor voor beste actrice
- Zilveren Ástor voor beste scenario
- Speciale Juryprijs

### Winnaars van de Gouden Ástor
| Jaar                               | Film                              | Regisseur                  | Land                  |
| ---------------------------------- | --------------------------------- | -------------------------- | --------------------- |
| 1954 (1ste editie)                 | Geen prijs uitgereikt             | Geen prijs uitgereikt      | Geen prijs uitgereikt |
| Uitgereikt als "Grote Juryprijs"   |                                   |                            |                       |
| 1959 (2de editie)                  | Smultronstället                   | Ingmar Bergman             | Zweden                |
| 1960 (3de editie)                  | Die Brücke                        | Bernhard Wicki             | West-Duitsland        |
| 1961 (4de editie)                  | Saturday Night and Sunday Morning | Karel Reisz                | Verenigd Koninkrijk   |
| 1962 (5de editie)                  | I giorni contati                  | Elio Petri                 | Italië                |
| 1963 (6de editie)                  | Angyalok földje                   | György Révész              | Hongarije             |
| 1964 (7de editie)                  | I compagni                        | Mario Monicelli            | Italië                |
| 1965 (8ste editie)                 | Gli indifferenti                  | Francesco Maselli          | Italië                |
| 1966 (9de editie)                  | ¡At' Zije Republika!              | Karel Kachyňa              | Tsjecho-Slowakije     |
| 1967                               | Geen festival                     | Geen festival              | Geen festival         |
| Uitgereikt als "Grote Condorprijs" |                                   |                            |                       |
| 1968 (10de editie)                 | Bonnie and Clyde                  | Arthur Penn                | Verenigde Staten      |
| 1969                               | Geen festival                     | Geen festival              | Geen festival         |
| 1970 (11de editie)                 | Macunaíma                         | Joaquim Pedro de Andrade   | Brazilië              |
| 1971-1995                          | Festival stopgezet                | Festival stopgezet         | Festival stopgezet    |
| Uitgereikt als "Gouden Ombú"       |                                   |                            |                       |
| 1996 (12de editie)                 | El perro del hortelano            | Pilar Miró                 | Spanje                |
| 1997 (13de editie)                 | The Tango Lesson                  | Sally Potter               | Verenigd Koninkrijk   |
| 1998 (14de editie)                 | Abr-O Aftaab                      | Mahmoud Kalari             | Iran                  |
| 1999 (15de editie)                 | As Bodas de Deus                  | João César Monteiro        | Portugal              |
| 2000                               | Geen festival                     | Geen festival              | Geen festival         |
| 2001 (16de editie)                 | To ja, zlodziej                   | Jacek Bromski              | Polen                 |
| 2002 (17de editie)                 | Bolívar soy yo                    | Jorge Alí Triana           | Colombia              |
| 2003 (18de editie)                 | Separações                        | Domingos da Costa Oliveira | Brazilië              |
| Uitgereikt als "Gouden Ástor"      |                                   |                            |                       |
| 2004 (19de editie)                 | Buena vida delivery               | Leonardo Di Cesare         | Argentinië            |
| 2005 (20ste editie)                | Le grand voyage                   | Ismaël Ferroukhi           | Frankrijk, Marokko    |
| 2006 (21ste editie)                | Noticias lejanas                  | Ricardo Benet              | Mexico                |
| 2007 (22ste editie)                | Ficció                            | Cesc Gay                   | Spanje                |
| 2008 (23ste editie)                | Aruitemo aruitemo                 | Hirokazu Kore-Eda          | Japan                 |
| 2009 (24ste editie)                | Cinco días sin Nora               | Mariana Chenillo           | Mexico                |
| 2010 (25ste editie)                | Essential Killing                 | Jerzy Skolimowski          | Polen                 |
| 2011 (26ste editie)                | Abrir puertas y ventanas          | Milagros Mumenthaler       | Argentinië            |
| 2012 (27ste editie)                | După dealuri                      | Cristian Mungiu            | Roemenië              |
| 2013 (28ste editie)                | La jaula de oro                   | Diego Quemada-Díez         | Mexico                |
| 2014 (29ste editie)                | Were Dengê Min                    | Hüseyin Karabey            | Turkije               |
| 2015 (30ste editie)                | El abrazo de la serpiente         | Ciro Guerra                | Colombia              |
| 2016 (31ste editie)                | Anashim Shehem Lo Ani             | Hadas Ben Aroya            | Israël                |
| 2017 (32ste editie)                | Wajib                             | Annemarie Jacir            | Palestina             |
| 2018 (33ste editie)                | Entre dos aguas                   | Isaki Lacuesta             | Spanje                |
| 2019 (34ste editie)                | O que arde                        | Óliver Laxe                | Spanje                |
| 2020 (35ste editie)                | El año del descubrimiento         | Luis López Carrasco        | Spanje, Zwitserland   |
| 2021 (36ste editie)                | Hit the Road                      | Panah Panahi               | Iran                  |